# Elvi Svendsen
Elvi Svendsen (Copenhague, 8 de enero de 1920-Gladsaxe, 7 de febrero de 2013) fue una deportista danesa que compitió en natación. Ganó una medalla de oro en el Campeonato Europeo de Natación de 1947 en la prueba de 4 × 100 m libre.

## Palmarés internacional
| Campeonato Europeo | Campeonato Europeo  | Campeonato Europeo | Campeonato Europeo |
| Año                | Lugar               | Medalla            | Prueba             |
| ------------------ | ------------------- | ------------------ | ------------------ |
| 1947               | Montecarlo (Mónaco) | Medalla de oro     | 4 × 100 m libre    |